# Géza Fejérváry
Il barone Géza Fejérváry de Komlós-Keresztes (15 marzo 1833 – 25 aprile 1914) è stato un generale ungherese che, durante la cosiddetta crisi costituzionale ungherese, ricoprì brevemente la carica di primo ministro dell'Ungheria.